# Park Samara
Het Park Samara (fr: Parc de Samara) is een park, 30 hectare groot, dat de prehistorie evoceert. Het park ligt in Picardië, te La Chaussée-Tirancourt, op enkele kilometers van Amiens.
Er is een restaurant, een winkel, een arboretum, een botanische tuin met ongeveer 600 bloeiende planten en een ruimte waarin permanent tentoonstellingen zijn over de geschiedenis van de mens. Samara is de Gallische naam van de rivier de Somme die vlak bij het park te vinden is.
Het park werd in 1988 geopend en ligt aan de rand van het Oppidum van La Chaussée-Tirancourt.
De bezoeker doorloopt een periode van 600 000 jaar, van het neolithicum tot de Gallo-Romeinse periode. Woningen uit de neolithicum, de bronstijd en de ijzertijd werden er op een wetenschappelijk verantwoorde wijze gereconstrueerd. Men kan er vuursteenbewerkers, wevers, mandenvlechters en pottenbakkers aan het werk zien. Men toont ook hoe men in vroegere tijden hout, brons en ijzer bewerkte. Ook het vervaardigen van mozaïek komt er aan bod. Er zijn een aantal themawandelingen voorzien, onder meer een wandeling in een moerasgebied waar het steken van turf in de vorige eeuwen wordt belicht.

## Permanente tentoonstellingen
1. scènes uit de prehistorie: van -600 000 tot 50 jaar Anno Domini. Deze periode wordt belicht aan de hand van gereconstrueerde decors en objecten. Ze tonen de aspecten van de geschiedenis van de mens, de evolutie van zijn omgeving, zijn levenswijze en de verworven technieken.
2. 600 000 jaar geschiedenis in de Somme: 8 interactieve zalen geven de bezoeker inzichten in archeologie aan de hand van een aantal parameters zoals klimaat, migratie...

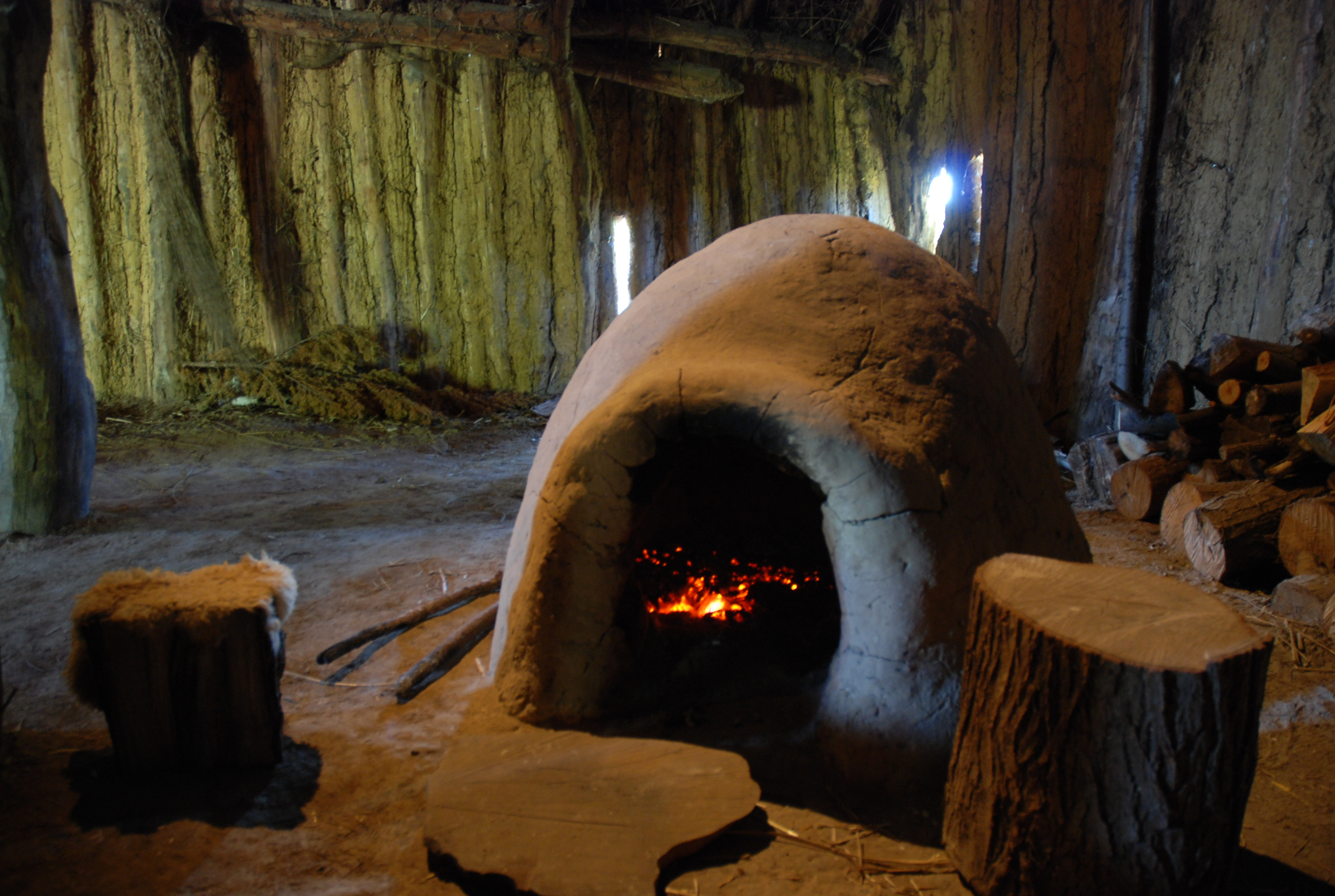
Een oven in de gereconstrueerde woning uit het neolithicum